# 经棚镇
经棚镇（汉语拼音字母：Birûû/Birag Balgas），是中华人民共和国内蒙古自治区赤峰市克什克腾旗下辖的一个乡镇级行政单位。

## 行政区划
经棚镇下辖以下地区：
经锡路社区、东小井社区、河东村、河南店村、呼必图村、联丰村、光明村、红星村、昌兴村、常善村、合意村、庆华村、庆国村、永胜村和白土井子村。